# Барби, Клаус
Кла́ус Ба́рби, или, в более распространённом в русскоязычных источниках, но менее точном варианте, Кла́ус Барбье́ (нем. Klaus Barbie; 25 октября 1913, Бад-Годесберг, Германия, — 25 сентября 1991, Лион, Франция), известный также как «лионский мясник», или «палач Лиона», — немецкий военный преступник, осуждённый в 1947 и 1987 годах.

## Биография
После окончания школы в городе Трир Клаус Барби в 1934 году вступил в СС, дослужившись в ней до ранга гауптштурмфюрера, соответствующего капитану. В 1937 году вступил в НСДАП. В 1941—1942 годах был членом отдела по еврейским вопросам в Гааге. В Бельгии под его начальством был подвергнут пыткам австрийский писатель Жан Амери. После занятия немецкими войсками управляемой режимом Виши южной Франции в ноябре 1942 года Барби в качестве шефа гестапо в Лионе перенял руководство IV секции полиции и служб безопасности.
До 1944 года Барби был ответственен за пытки и убийства членов Движения Сопротивления, среди которых был и Жан Мулен. Ему инкриминируются и многочисленные другие преступления, в том числе и массовые убийства в Сен-Жени-Лаваль, депортация так называемых «детей из Изьё», а также массовые расстрелы в тюрьме Монлюк. При этом он действовал с крайней жестокостью и хладнокровием. Незадолго до окончания войны Барби переехал в Германию.
За совершённые преступления Барби был заочно приговорён к смертной казни во Франции в 1947 году. В том же году Барби стал агентом американской тайной службы CIC. С помощью американцев он эмигрировал в 1951 году в Боливию, где жил под именем Клауса Альтмана и стал боливийским гражданином. По некоторым данным, во время появления Че Гевары в Боливии Барби консультировал командование антипартизанских правительственных сил.
В 1980—1981 годах являлся советником по безопасности президента Боливии Луиса Гарсиа Месы. Играл видную роль в неофашистском режиме гарсиамесизма.
В ноябре 1952 года Барби был вновь заочно приговорён к смерти в Лионе за преступления против мирного населения и Движения Сопротивления в Юрских горах. Ещё один процесс закончился в ноябре 1954 года, где Барби был ещё раз приговорён к смерти за массовые убийства в Сен-Жени-Лавале и расстрелы в тюрьме Монлюк.
Французским журналистам Сержу и Беате Кларсфельдам удалось найти Барби в Боливии в начале 1970-х годов.
25 января 1983 года он был арестован боливийскими властями и через несколько дней выдан Франции, где предстал перед судом. Процесс начался 11 мая 1987 года и привлёк внимание во всём мире. 4 июля 1987 года Барби был осуждён за преступления против человечности и приговорён к пожизненному заключению. Он умер 25 сентября 1991 года во французской тюрьме от рака.

## Документальный фильм
- 1988 — Отель Терминус: Время и жизнь Клауса Барби / Hôtel Terminus (реж. Марсель Офюльс)[9]
- 2014 — Операция «Барби», дело государств / Opération Barbie, une affaire d'États (реж. Бертран Деле)
- 2019 — Клаус Барби. Слуга всех господ (реж. Леонид Млечин)[10]
- 2020 — Сопротивление (реж. Хонатан Якубович)

## В массовой культуре
- Его поимке Беатой Кларсфельд посвящён художественный телефильм 1986 года «Охотник за нацистами: История Беаты Кларсфелд».
- В комедии «Крысиные бега» режиссёра Джерри Цукера персонажи посещают музей Барби, ошибочно полагая, что это музей популярной куклы.
- Упоминается в фильме «Прекрасная эпоха» режиссёра Николя Бедоса.
- Является главным антагонистом в фильме «Сопротивление» 2020 года режиссёра Джонатана Якубовича.
- Упоминается в песне «C’est une reve» (альбом «Nada!» 1985) музыкального исполнителя Death in June.